# آکاسیای برگ‌چرمی
آکاسیای برگ‌چرمی (نام علمی: Acacia coriacea) نام یک گونه از سرده آکاسیا است. این درخت در خوزستان کاشته شده است.